# Dompierre-Becquincourt
Dompierre-Becquincourt (picardisch: Dompierre-Béquincourt) ist eine nordfranzösische Gemeinde mit 714 Einwohnern (Stand 1. Januar 2022) im Département Somme in der Region Hauts-de-France. Die Gemeinde gehört zum Kanton Ham und ist Teil der Communauté de communes Terre de Picardie.

## Geographie
Die im Jahr 1964 aus der Fusion der beiden Gemeinden Dompierre-en-Santerre und Becquincourt hervorgegangene Gemeinde liegt rund 10,5 km nördlich von Chaulnes in der Santerre. Das Gemeindegebiet erstreckt sich im Norden bis zur Départementsstraße D1 von Péronne nach Bray-sur-Somme; die Gemeinde wird durch die Départementsstraßen D71 und D164 (Route de Nesle) durchschnitten. Sie ist Endpunkt des P’tit Train touristique de la Haute Somme, der auf dem Unterbau der zunächst von der Armee im Zug der Schlacht an der Somme erbauten schmalspurigen Feldbahn zur alten Zuckerfabrik von Dompierre verkehrt. Zur Gemeinde gehört das isolierte Gehöft Bussu.

## Toponymie und Geschichte
Der Name Dompierre geht auf das im Jahr 1109 genannte Cluniazenserpriorat Domus Petri zurück, das seit 1383 ein landwirtschaftliches Gut war.
Dompierre erhielt 1689 eine Schule. Im Deutsch-Französischen Krieg von 1870/1871 quartierte sich der preußische General August Karl von Goeben im Pfarrhaus ein.
Becquincourt, dessen ursprünglicher Name (Bethornis curtis) auf den ersten Grundherrn zurückgeht, war im 12. Jahrhundert Teil der Grafschaft Vermandois. Es besaß ein festes Schloss, das der Familie d’Humières gehörte und unter Ludwig XIII. zerstört wurde. Der Ort litt unter dem Deutsch-Französischen Krieg. Die Kirche von Becquincourt wurde 1916 zerstört und nach dem Krieg durch einen Neubau ersetzt.
Die Gemeinden erhielten als Auszeichnung das Croix de guerre 1914–1918.

## Einwohner
| 1962 | 1968 | 1975 | 1982 | 1990 | 1999 | 2006 | 2010 |
| ---- | ---- | ---- | ---- | ---- | ---- | ---- | ---- |
| 613  | 703  | 635  | 646  | 664  | 642  | 632  | 630  |

## Verwaltung
Bürgermeister (maire) ist seit 2001 Michel Macaclin.

## Sehenswürdigkeiten

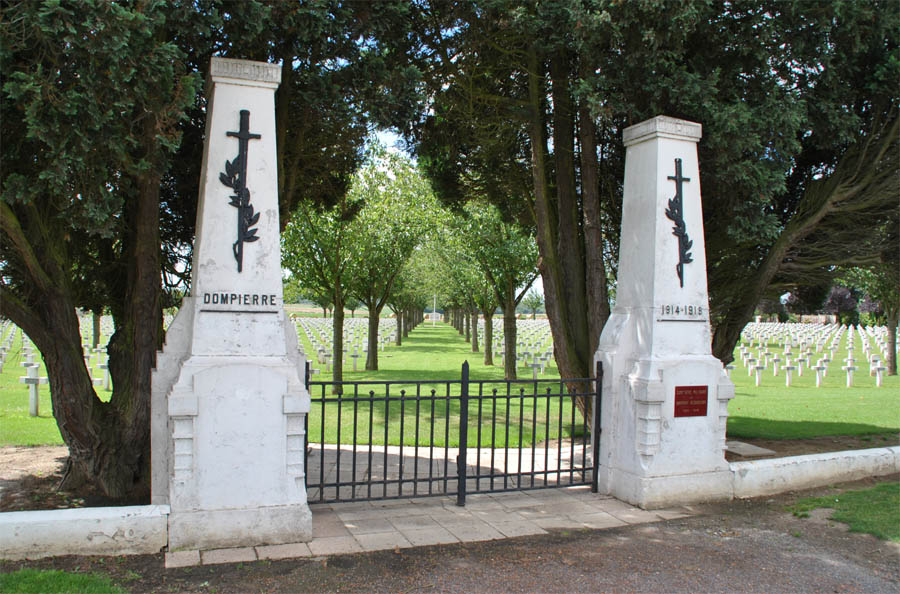
Eingang zum Soldatenfriedhof

- Touristische Kleinbahn P’tit Train touristique de la Haute Somme
- Kirchen von Dompierre und Becquincourt
- Kriegerdenkmal in Dompierre
- Soldatenfriedhof (Nécropole nationale)
- Alte Zuckerfabrik